# Тазегюль, Сервет
Сервет Тазегюль (тур. Servet Tazegül, род. 26 сентября 1988) — турецкий тхэквондист, азербайджанец по национальности, чемпион летних Олимпийских игр 2012 года, двукратный чемпион мира и пятикратный чемпион Европы.

## Карьера
Сервет Тазегюль родился в 1988 году в Нюрнберге (ФРГ).
В 2008 году Сервет Тазегюль стал чемпионом Европы и завоевал бронзовую медаль Олимпийских игр. В 2009 году он завоевал бронзовую медаль чемпионата мира. В 2010 году Сервет Тазегюль снова стал чемпионом Европы, в 2011 году — чемпионом мира, а в 2012 году — чемпионом Европы и олимпийским чемпионом. В 2013 году завоевал бронзу на Средиземноморских играх. В 2014 году стал обладателем своего четвёртого золото европейских чемпионатов, а через год стал двукратным чемпионом мира. 
На летние Олимпийские игры 2016 года Тазегюль квалифицировался по результатам отборочного рейтинга, в котором турецкий тхэквондист занял 5-е место. В Рио-де-Жанейро Сервет вновь выступал в категории до 68 кг. Уверенно победив в первом раунде Тазегюль вышел в четвертьфинал, где его соперником стал россиянин Алексей Денисенко. Поединок с Денисенко продлился лишь два раунда, по итогам которых россиянин одержал досрочную победу 19:6, а поскольку Алексей смог пробиться в финал, то Тазегюль получил право побороться за бронзовую награду. Уже первый поединок утешительного раунда против венесуэльца Эдгара Контрераса стал для Сервета последним. Бой прошёл в равной борьбе и завершился в пользу Контрераса только в дополнительное время по правилу внезапной смерти.